# Zhongwen da cidian
Le Zhōngwén dà cídiǎn (中文大辞典 en chinois simplifié, 中文大辭典 en chinois traditionnel, littéralement Grand dictionnaire des caractères chinois) est un dictionnaire encyclopédique répertoriant 49 905 caractères chinois organisés par radical de Kangxi. Chaque caractère est décrit en détail : l’évolution des formes graphiques (dont notamment le petit style sigillaire), les prononciations, et les sens avec citations de manière chronologique.